# Adam Commens
Adam David Commens (Wagga Wagga, 6 mei 1976) is een voormalig Australisch hockeyspeler en de ex-bondscoach van het Belgische herenhockeyteam.
Als speler was Commens een middenvelder die voor het eerst Australisch international was in 1997, hij speelde in totaal 143 wedstrijden en maakte 20 goals. Hij maakte deel uit van de Australische ploeg die in 1999 de Champions Trophy won, en kwam op de Olympische Zomerspelen 2000 uit voor het Australische team dat derde werd.